# Monosyntaxis montanus
Monosyntaxis montanus är en fjärilsart som beskrevs av Schultze 1910. Monosyntaxis montanus ingår i släktet Monosyntaxis och familjen björnspinnare. Inga underarter finns listade i Catalogue of Life.